# Teinurosaurus sauvagei
Il teinurosauro (Teinurosaurus sauvagei) è un dinosauro di incerta classificazione, forse appartenente ai teropodi, ma di dubbia identità. L'unico resto fossile rinvenuto, una vertebra, è stato ritrovato in Francia in strati del Giurassico superiore (Kimmeridgiano, circa 155 milioni di anni fa) ma è andato distrutto durante la seconda guerra mondiale.

## Classificazione
Questo dinosauro fu descritto da Franz Nopcsa nel 1928 sulla base di una vertebra caudale, ma lo studioso non appose alcun nome specifico. Fu in seguito Fredrich von Huene (1932) a ridescrivere il resto come Caudocoelus sauvagei. L'esemplare andò distrutto nel corso di un bombardamente nella Seconda Guerra Mondiale, non prima di essere stato classificato come appartenente ai celurosauri. Analogie furono proposte con il genere Coelurus del Giurassico americano, ma attualmente Teinurosaurus è considerato un dinosauro di dubbia identità e la mancanza dell'esemplare originale non permette un ulteriore studio. 